# Itajutiba
Itajutiba é um distrito do município brasileiro de Inhapim, no interior do estado de Minas Gerais. Segundo o censo demográfico de 2022, realizado pelo Instituto Brasileiro de Geografia e Estatística (IBGE), sua população era de 404 habitantes e havia 160 domicílios particulares permanentes ocupados. Possui área de 59,82 km² conforme a Fundação João Pinheiro (FJP).
De acordo com o IBGE, em 2010 a população era de 439 habitantes e havia 221 domicílios particulares.
Foi criado pela lei estadual nº 148 de 17 de dezembro de 1938, juntamente à emancipação de Inhapim e com a denominação de Novo Horizonte. Passou a se chamar Itajutiba pela lei estadual nº 1.058 de 31 de dezembro de 1943.